# Nobeoka laevis
Nobeoka laevis – gatunek kosarza z podrzędu Laniatores i rodziny Epedanidae. Jedyny znany przedstawiciel monotypowego rodzaju Nobeoka.

## Występowanie
Gatunek jest endemiczny dla Japonii.